# Joegoslavië op de Olympische Winterspelen 1976
Tijdens de Olympische Winterspelen van 1976, die in Innsbruck (Oostenrijk) werden gehouden, nam Joegoslavië voor de tiende keer deel.

## Deelnemers en resultaten

### Alpineskiën
| Olympiër        | Discipline       | Resultaat | Prestatie                        |
| --------------- | ---------------- | --------- | -------------------------------- |
| Miran Gašperšič | reuzenslalom (m) | dnf-1     | opgave run 1                     |
| Miran Gašperšič | slalom (m)       | dnf-1     | opgave run 1                     |
| Andrej Koželj   | afdaling (m)     | 37e       | 1.52,75 (+7,02)                  |
| Andrej Koželj   | reuzenslalom (m) | 35e       | 3.50,48 (+23,51) 1.54,43+1.56,05 |
| Andrej Koželj   | slalom (m)       | 31e       | 2.23,66 (+20,37) 1.09,50+1.14,16 |
| Bojan Križaj    | reuzenslalom (m) | 18e       | 3.35,90 (+8,93) 1.49,08+1.46,82  |
| Bojan Križaj    | slalom (m)       | dnf-1     | opgave run 1                     |
| Adjin Pašović   | afdaling (m)     | 46e       | 1.54,57 (+8,84)                  |
| Adjin Pašović   | reuzenslalom (m) | dnf-2     | opgave run 2                     |
| Adjin Pašović   | slalom (m)       | dnf-1     | opgave run 1                     |

### Noordse combinatie
| Olympiër            | Discipline | Resultaat | Prestatie              |
| ------------------- | ---------- | --------- | ---------------------- |
| Maksimilijan Jelenc | 15 km (m)  | 57e       | 49.35,35 (+5.36,88)    |
| Maksimilijan Jelenc | 30 km (m)  | 60e       | 1:44.20,25 (+13.50,87) |
| Maksimilijan Jelenc | 50 km (m)  | 44e       | 3:05.05,94 (+27.35,89) |
| Milena Kordež       | 5 km (v)   | 37e       | 18.36,23 (+2.47,54)    |
| Milena Kordež       | 10 km (v)  | 39e       | 35.15,54 (+5.02,13)    |

### Schansspringen
| Olympiër      | Discipline         | Resultaat | Prestatie                                          |
| ------------- | ------------------ | --------- | -------------------------------------------------- |
| Janez Demšar  | normale schans (m) | 47e       | 199,8 punten 98,3 p. (72,5 m) + 101,5 p. (74,5 m)  |
| Janez Demšar  | grote schans (m)   | 43e       | 157,8 punten 86,7 p. (83,0 m) + 71,1 p. (74,0 m)   |
| Branko Dolhar | normale schans (m) | 42e       | 204,1 punten 104,1 p. (75,5 m) + 100,0 p. (74,5 m) |
| Branko Dolhar | grote schans (m)   | 42e       | 160,2 punten 85,2 p. (83,0 m) + 75,0 p. (77,5 m)   |
| Bogdan Norčič | normale schans (m) | 38e       | 205,8 punten 102,5 p. (74,5 m) + 103,3 p. (75,0 m) |
| Bogdan Norčič | grote schans (m)   | 28e       | 178,0 punten 90,5 p. (85,0 m) + 87,5 p. (82,5 m)   |
| Ivo Zupan     | normale schans (m) | 46e       | 202,3 punten 103,8 p. (75,0 m) + 98,5 p. (72,0 m)  |
| Ivo Zupan     | grote schans (m)   | 54e       | 119,4 punten 52,2 p. (68,0 m) + 67,2 p. (73,0 m)   |

### IJshockey
| Olympiër | Discipline | Resultaat | Prestatie |
| --- | ---------- | --------- | --- |
| Marjan Žbontar Janez Albreht Miroslav Lap Drago Savić Božidar Beravs Bojan Kumar Ivan Ščap Bogdan Jakopič Miroslav Gojanović Eduard Hafner Tomaž Lepša Roman Smolej Ignac Kavec Franci Žbontar Silvo Poljanšek Janez Petač Janez Puterle Gorazd Hiti | mannen     | 10e       | kwalificatieronde: 4 - 8 Joegoslavië - Verenigde Staten B-groep (7e-12e plaats): 6 - 4 Joegoslavië - Zwitserland 4 - 3 Joegoslavië - Roemenië 8 - 5 Joegoslavië - Bulgarije 3 - 4 Joegoslavië - Japan 1 - 3 Joegoslavië - Oostenrijk |

Andorra · Argentinië · Australië · België · Bondsrepubliek Duitsland · Bulgarije · Canada · Chili · Duitse Democratische Republiek · Finland · Frankrijk · Griekenland · Groot-Brittannië · Hongarije · IJsland · Iran · Italië · Japan · Joegoslavië · Libanon · Liechtenstein · Nederland · Nieuw-Zeeland · Noorwegen · Oostenrijk · Polen · Roemenië · San Marino · Sovjet-Unie · Spanje · Taiwan · Tsjecho-Slowakije · Turkije · Verenigde Staten · Zuid-Korea · Zweden · Zwitserland